# 1-Hepten-3-on
1-Hepten-3-on ist eine chemische Verbindung aus der Gruppe der α,β-ungesättigten Ketone.

## Vorkommen

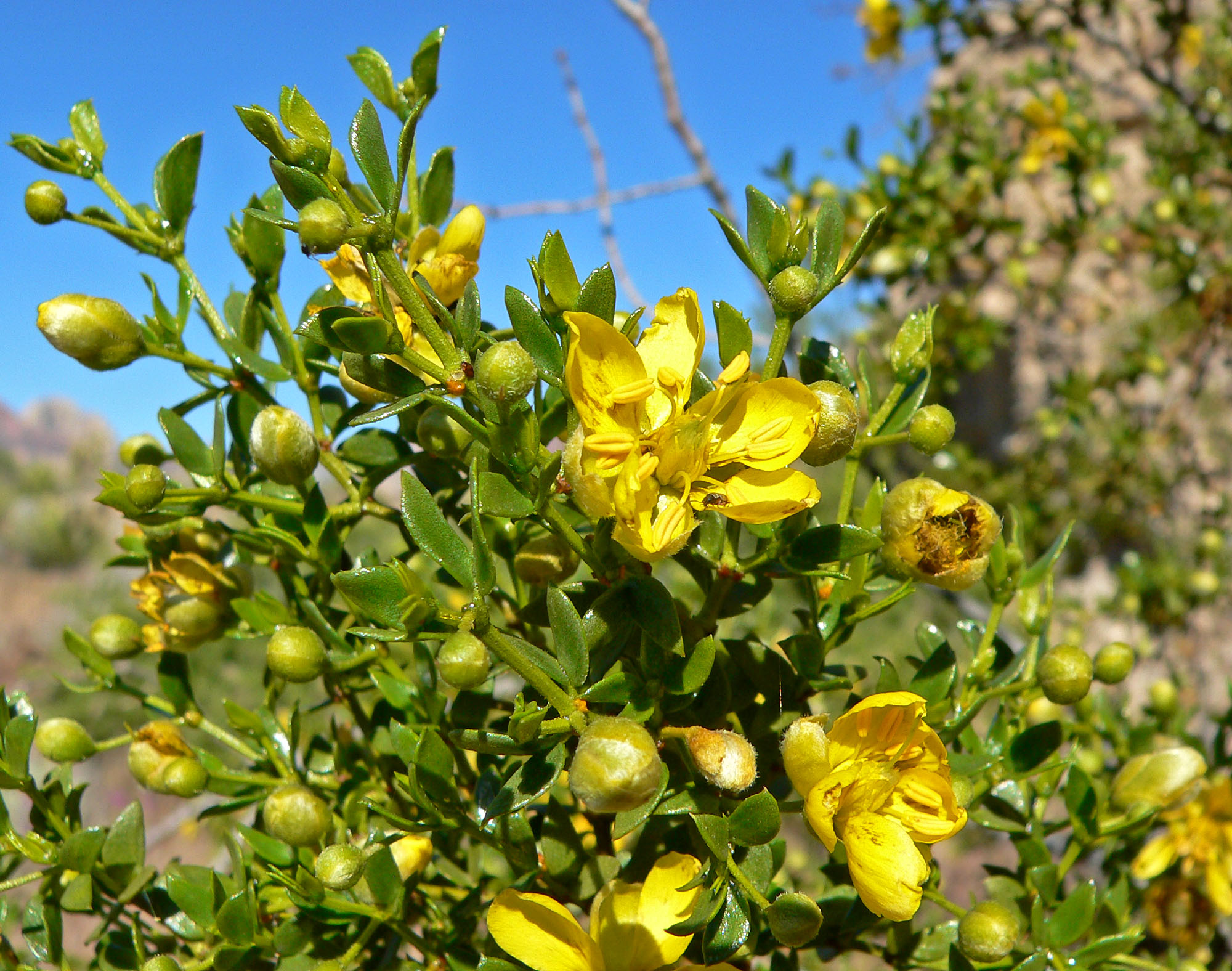
Kreosotbusch

1-Hepten-3-on kommt natürlich in Grapefruitöl und im Kreosotbusch vor. Sie wird auch von anderen Organismen wie Baumpilzen und Iporangaia pustulosa produziert.

## Herstellung
1-Hepten-3-on kann aus 4-Octanon gewonnen werden.